# 道標 (橘慶太の曲)
「道標」（みちしるべ）は、橘慶太の楽曲。彼の1枚目のシングルとして2006年10月18日にポニーキャニオンから発売された。

## 概要
w-inds.・橘慶太のソロデビュー作品。ソロデビューは、普段いろんな音楽を聴いていた時にふと歌詞が自分の心を動かし、自分で歌詞を書き綴った道標が完成してから決まったという。普段w-inds.で歌詞を書かない橘は、音楽をその歌手の歌い方や感情の込め方を自分にあてはめて聴いていたが、歌詞の持つ力に気付いた橘が歌詞を実際に書いてみて、自分の感情を一人の人間として伝えたいということから今回のソロデビューに至った。
収録曲の作詞は全て橘が手掛けている。初回盤にはオフショットが収録されたDVDが付いている。初回盤と通常盤ではジャケットが異なり、初回盤はタイアップである「家庭教師ヒットマンREBORN!」の天野明が今作のために書き下ろしたものが裏面に描かれた両面ジャケット仕様となっている。また、初回盤・通常盤ともに初回生産分にはプレミアム・プレゼント応募フライヤー（シリアルナンバー付）が封入されている。
本曲は、歌詞そのものに影響を受けた橘が、心の感情を飾らずノートに書いて行って出来上がったもの。橘曰く「”自分の言葉を歌っていきたい”と思わせてくれたきっかけ。」
シングルの2曲目「愛のカタチ」は、10代の頃の恋愛のカタチを綴ったラブソング。
シングルの3曲目「声」は、男の失恋を綴ったラブソング。

## 収録曲
| 全作詞: 橘慶太、全作曲: T2ya、全編曲: Koma2 Kaz。 | |        |            |
| #                                                 | タイトル | 作詞   | 作曲・編曲 |
| 1.                                                | 「道標」(テレビアニメ『家庭教師ヒットマンREBORN!』初代エンディングテーマ ミス慶應コンテスト2006 テーマソング) | 橘慶太 | T2ya       |
| 2.                                                | 「愛のカタチ」                                                                                                | 橘慶太 | T2ya       |
| 3.                                                | 「声」 | 橘慶太 | T2ya       |
| 4.                                                | 「道標（-instrumental-）」                                                                                    | 橘慶太 | T2ya       |
| 合計時間:                                         | 合計時間: | 18:07  |            |

## 収録アルバム
| 曲名       | 収録アルバム | 発売日         | 備考                       |
| ---------- | ------------ | -------------- | -------------------------- |
| 道標       | 『声』       | 2006年11月29日 |                            |
| 愛のカタチ | 『声』       | 2006年11月29日 | Acoustic Versionとして収録 |